# Myllykosken Pallo -47
O Myllykosken Pallo -47, também conhecido pelo acrônimo MyPa, é um clube de futebol finlandês com sede no vilarejo industrial Myllykoski, situado na cidade de Kouvola.
Fundado em 14 de dezembro de 1947, o MyPa passou as primeiras décadas em divisões inferiores até ganhar projeção nacional na década de 1990, quando conquistou quatro vices-campeonatos consecutivos da Veikkausliiga. O clube, inclusive, detém um título da Veikkausliiga, conquistado no ano de 2005, três títulos da Copa da Finlândia e dois da Ykkönen.
Devido a dificuldades financeiras, o MyPa não obteve a licença da liga em 2015. O clube desistiu de participar da segunda divisão e a diretoria entrou com um pedido de falência. O retorno das atividades se deu em 2017.

## Títulos
- Veikkausliiga: 2005.[3]
- Copa da Finlândia: 1992, 1995 e 2004.[3]
- Ykkönen: 1974 e 1991.[3]